# Équipe cycliste Nero Continental
L'équipe cycliste Nero Continental est une équipe cycliste australienne, créée en 2016 et ayant le statut d'équipe continentale de 2020 à 2022. Elle disparait à l'issue de la saison 2022.

## Classements UCI
L'équipe participe aux épreuves des circuits continentaux et en particulier de l'UCI Oceania Tour. Les tableaux ci-dessous présentent les classements de l'équipe sur les différents circuits, ainsi que son meilleur coureur au classement individuel.
UCI Oceania Tour
| UCI Oceania Tour | UCI Oceania Tour       | UCI Oceania Tour                          | UCI Oceania Tour |
| Année            | Classement par équipes | Meilleur coureur au classement individuel |                  |
| ---------------- | ---------------------- | ----------------------------------------- | ---------------- |
| 2020             | 4e                     | Jay Vine (36e)                            |                  |
| 2022             | 8e                     | Ben Carman (100e)                         |                  |
|                  |                        |                                           |                  |
| Source : UCI     |                        |                                           |                  |

L'équipe est également classée au Classement mondial UCI qui prend en compte toutes les épreuves UCI et concerne toutes les équipes UCI.
| Classement mondial | Classement mondial     | Classement mondial                        | Classement mondial |
| Année              | Classement par équipes | Meilleur coureur au classement individuel |                    |
| ------------------ | ---------------------- | ----------------------------------------- | ------------------ |
| 2020               | 126e                   | Jay Vine (639e)                           |                    |
| 2022               | 198e                   | Ben Carman (2288e)                        |                    |
|                    |                        |                                           |                    |
| Source : UCI       |                        |                                           |                    |

## Nero Continental en 2022
| Cycliste          | Date de naissance | Nationalité | Équipe 2021            |  |
| ----------------- | ----------------- | ----------- | ---------------------- |  |
| Ivan Bennett      | 6 avril 1997      | Australie   | Nero Continental       |  |
| Aidan Buttigieg   | 18 juillet 1997   | Malte       |                        |  |
| Ben Carman        | 22 juin 1995      | Australie   | Nero Continental       |  |
| Jesse Coyle       | 12 juillet 1994   | Australie   | Nero Continental       |  |
| Jonathan Farley   | 17 mai 2002       | Australie   | Nero Continental       |  |
| Sam Hill          | 24 août 1995      | Australie   | Team BridgeLane (2020) |  |
| Dylan McKenna     | 18 juin 1998      | Australie   | Nero Continental       |  |
| Christophe Miller | 25 juin 1981      | Australie   | Nero Continental       |  |
| Leigh Philipps    | 12 novembre 1997  | Australie   | Nero Continental       |  |
| Cooper Sayers     | 25 février 1999   | Australie   | Nero Continental       |  |
| Lachlan Sky       | 12 février 2002   | Australie   |                        |  |
| Ben Spenceley     | 8 octobre 1999    | Australie   |                        |  |
| Myles Stewart     | 9 juillet 1999    | Australie   | Nero Continental       |  |
| Leo Yip           | 2 juin 1998       | États-Unis  | Nero Continental       |  |